# 스가모 구치소

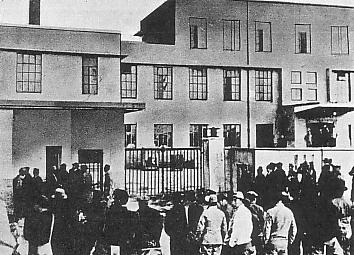
스가모 구치소

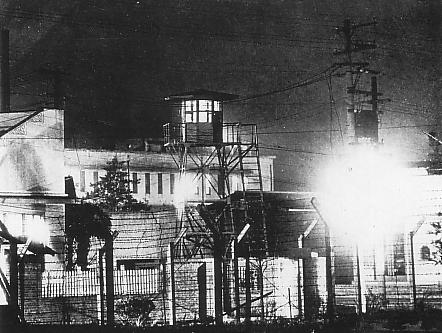
1948년 12월 22일의 스가모 구치소

스가모 구치소(일본어: 巣鴨拘置所 스가모코치조[*]는 일찍이 도쿄도 도시마구 스가모(지금의 히가시이케부쿠로)에 존재했던 구치소로, 통칭은 "스가모 형무소"와 "스가모 프리즌" (Sugamo Prison) 이었다. 이 구치소는 지금의 도쿄 구치소의 전신에 해당된다.
제2차 세계 대전 중인 1944년, 조르게 사건의 주범인 리하르트 조르게 및 오자키 호쓰미의 사형이 집행되었다. 이들외에 동쪽 교도소에는 주로 공산주의자 같은 일종의 사상범이나, 반전 운동에 관련된 종교가들이 갇혀있었다.
스가모 교도소는 제2차 세계 대전 후에는 GHQ에 의해 접수되어 극동 국제 군사 재판의 피고인들인 전쟁범죄자들이 수용되었으며, 판결 이후에 도조 히데키 등 7명의 전범의 사형이 집행된 것으로도 알려져 있다.

## 연혁
- 1895년 일본 경시청의 감옥인 스가모 교도소가 설치되었다.
- 1897년 명칭이 스가모 감옥으로 바뀌었다.
- 1922년 스가모 형무소로 이름이 바뀌었다.
- 1937년 형무소로서의 기능을 후추 형무소로 이관하였고, 이후에 명칭이 '스가모 구치소'로 바뀌었다.
- 1945년 11월 GHQ에 의해 접수되어, '스가모 프리즌'이라고 불리게 된다.
- 1958년 5월 GHQ로부터 반환되어, 명칭이 도쿄 구치소로 바뀌었다.
- 1958년 5월 30일 미 관계 전범 18명 전원이 석방되었다.
- 1970년 도쿄 구치소가 가쓰시카구의 코스게로 이전되어, 코스게 교도소가 명칭을 도쿄 교도소로 바꾸었다.
- 1971년 구치소 건물이 철거되었다.
- 1978년 4월 6일 구치소 철거 자리에 선샤인 시티가 문을 열었다.

## 같이 보기
- 란츠베르크 교도소
- 슈판다우 교도소